# Chrysophyllum ucuquirana-branca
Chrysophyllum ucuquirana-branca – gatunek drzew należących do rodziny sączyńcowatych. Występuje na terenie Ameryki Południowej.